# Landskrona sparbank

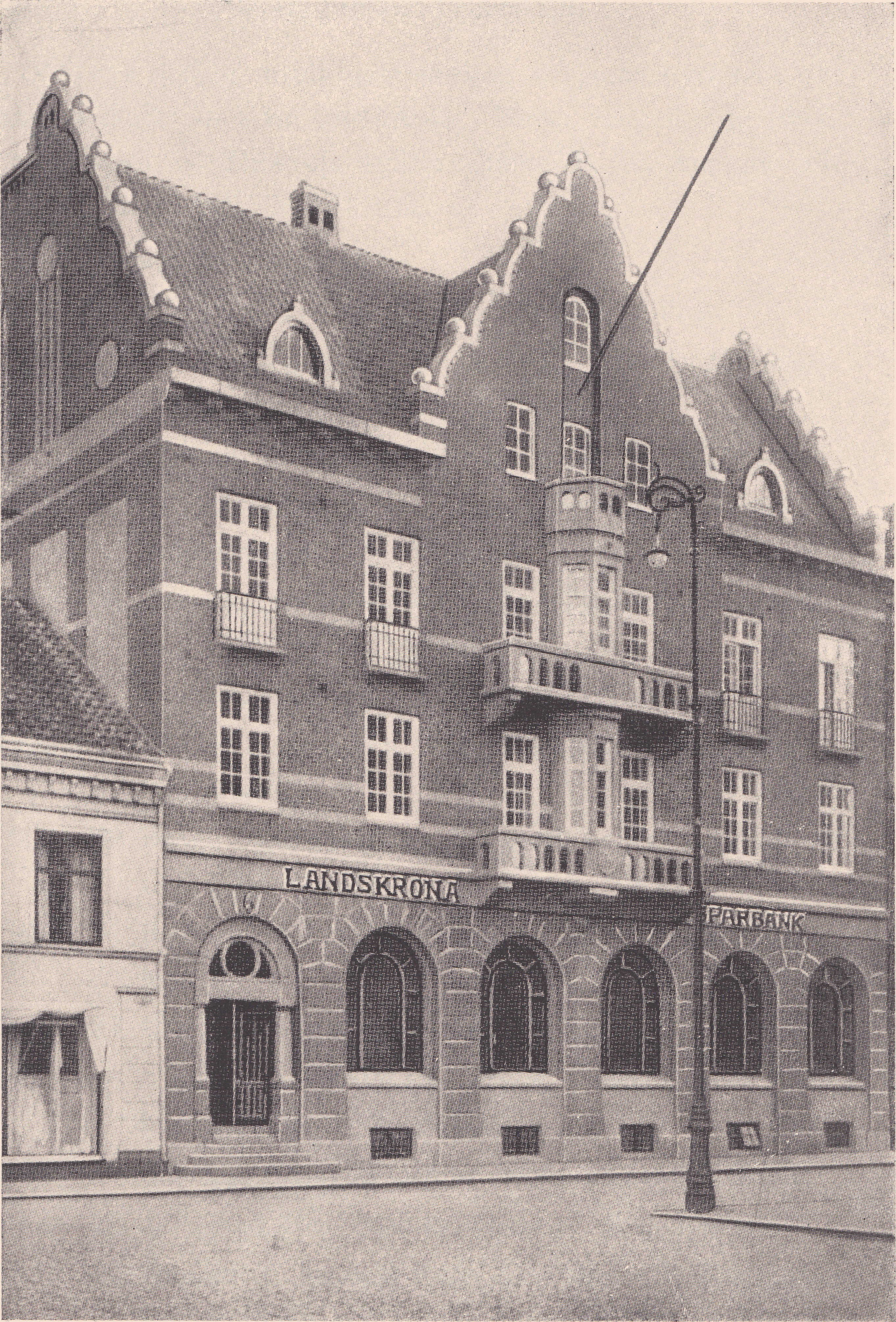
Landskrona sparbanks fastighet vid Rådhustorget.

Landskrona sparbank var en sparbank i Landskrona 1836–1980.
Det första sammanträdet för bildandet av Landskrona sparbank hölls den 5 november 1835 då stadgarna antogs. Verksamheten inleddes den 2 januari 1836.
Verksamheten förlades inledningsvis i det gamla rådhuset, som lämnades 1860. Därefter har bankens verksamhet varit inhyst i följande lokaler:
- Från 6 oktober 1860: Borgmästaren J. Ödmanssons fastighet på Kungsgatan 13.
- Från 2 januari 1886: En nyuppförd fastighet på Kungsgatan 7.
- Från 22 februari 1908: Ewerlöfska fastigheten på Storgatan 25.
- Från 20 januari 1917: En nyuppförd sparbanksfastighet på Rådhustorget 9, ritad av Alfred Hellerström.[2]

1968 uppgick Norrvidinge, Södervidinge och Dagstorps socknars sparbank i Landskrona sparbank. Därefter följdes fusioner med Rönnebergs sparbank och Glumslövs sparbank 1974 och Västra Karleby sparbank 1976.
1980 bildades Sparbanken Västra Skåne när Landskrona sparbank gick ihop med Sparbanken i Helsingborg, Bjuvs sparbank, Sparbanken i Höganäs, Röstånga sparbank, Svalövs sparbank, Teckomatorps sparbank, Tågarp-Billeberga sparbank och Åsbo sparbank. Sparbanken Västra Skåne skulle delta i bildandet av Sparbanken Skåne 1984, som senare skulle uppgå i Sparbanksgruppen 1991, Sparbanken Sverige 1992 och Föreningssparbanken 1997.

## Källhänvisningar
1. 1 2  Landskrona sparbank 1836-1936, 1936
2. ↑  Bankbyggande i Sverige, 1981
3. ↑  Sparbankerna 1968, Statistiska centralbyrån, 1969
4. ↑  Sparbankerna 1974, Statistiska centralbyrån, 1975
5. ↑  Sparbankerna 1976, Statistiska centralbryån, 1977
6. ↑  Sparbankerna 1980, Statistiska centralbyrån, 1981